# Sören Prescher
Sören Prescher (* 9. August 1978 in Bautzen) ist ein deutscher Schriftsteller, der hauptsächlich Werke der Genres Krimi und Thriller veröffentlicht.

## Leben
Neben seiner Arbeit für ein internationales Wirtschaftsunternehmen schreibt Prescher Artikel und Berichte für das Nürnberger Musik- und Kulturmagazin .rcn. Seit 1995 verfasst er kürzere und längere Geschichten, seit dem Jahr 1996 auch Gedichte. Seine Gedichte und Kurzgeschichten erschienen in zahlreichen Anthologien.
Nach dem Psycho-Drama Superior und dem Militärthriller Der Fall Nemesis erschien 2012 die erste gemeinsame Zusammenarbeit mit Tobias Bachmann, der phantastische Kriminalroman Sherlock Holmes taucht ab. Außerdem veröffentlichte er unter anderem das Steampunk-Abenteuer Der Flug der Archimedes, den Thriller Raststopp, den Urban-Fantasy-Roman Die Verschwörung der Schatten sowie mehrere Krimis zusammen mit Silke Porath. Seither folgten zahlreiche weitere Kriminalromane und Thriller.
Sören Prescher ist verheiratet und wohnt mit seiner Familie in Nürnberg. Er ist Mitglied der 42erAutoren, beim Syndikat und im Phantastik-Autoren-Netzwerk e. V.

## Werke (Auswahl)

### Einzelromane
- Der letzte Sommer. Lacrima-Verlag, 2005, ISBN 3-936972-16-8.
- Superior. Brendle-Verlag, 2008, ISBN 978-3-9810329-9-4.
- Der Fall Nemesis. Voodoo Press, 2010, ISBN 978-3-9502701-5-0.
- mit Tobias Bachmann: Sherlock Holmes taucht ab. Fabylon Verlag, 2012, ISBN 978-3-927071-76-6.
- Der Flug der Archimedes. Fabylon Verlag, 2014, ISBN 978-3-927071-72-8.
- Marty 1. Rouven Finn Verlag, 2014, ISBN 978-3-945744-22-2.
- Verhängnisvolle Freundschaft. Gmeiner-Verlag, 2015, ISBN 978-3-7349-9294-0.
- mit Silke Porath: Wer mordet schon zwischen Alb und Donau? Gmeiner-Verlag, 2014, ISBN 978-3-8392-1581-4.
- mit Silke Porath: Wer mordet schon in der Oberlausitz? Gmeiner-Verlag, 2015, ISBN 978-3-8392-1779-5.
- Marty 2. Rouven Finn Verlag, 2016, ISBN 978-3-945744-34-5
- mit Silke Porath: Klosterkeller. Gmeiner-Verlag, 2016, ISBN 3-8392-1829-2
- Raststopp. Bookshouse Verlag, 2016, ISBN 978-9963-53-267-4
- mit Silke Porath: Mörderische Sächsische Schweiz. Gmeiner-Verlag, 2017, ISBN 978-3-8392-2064-1
- Die Verschwörung der Schatten, Luzifer Verlag, 2017/2018, ISBN 978-3-95835-289-6
- Marty Beckett: Die Enthüllung, Fabylon Verlag, 2018, ISBN 978-3-946773-02-3
- Momentaufnahme, Amrun Verlag, 2020, ISBN 978-3-95869-390-6

### Roman-Reihen
Schrödinger & Horst (mit Silke Porath):
- Band 1: Mord mit Seeblick, Weltbild Verlag, 2018, ISBN 978-3-95973-648-0
- Band 2: Mord mit Massage, Weltbild Verlag, 2019, ISBN 978-3-96377-179-8
- Band 3: Mord mit Donauwellen, Weltbild Verlag, 2020, ISBN 978-3-96377-474-4
- Band 4: Mord mit Alpenblick, Weltbild Verlag, 2021, ISBN 978-3-96377-692-2
- Band 5: Mord mit Ostseebrise, Weltbild Verlag, 2022, ISBN 978-3-96377-544-4

Mark und Felix:
- Band 1: Auf den Hund gekommen, Edel Elements, 2019; ISBN 978-3-96215-260-4
- Band 2: Auf kurze Distanz, Edel Elements, 2019, ISBN 978-3-96215-301-4
- Band 3: Auf Messers Schneide, Edel Elements, 2020, ISBN 978-3-96215-354-0
- Band 4: Unter Verdacht, Edel Elements, 2021, ISBN 978-3-96215-378-6
- Band 5: Der unglückliche Glückspilz, Edel Elements, 2021, ISBN 978-3-96215-383-0
- Band 6: Mord im Hintergrund, Edel Elements, 2022, ISBN 978-3-96215-434-9
- Band 7: Der Nachträcher schlägt zu, Edel Elements, 2023, ISBN 978-3-96215-481-3
- Band 8: Blutiger Fehler, Edel Elements, 2024, ISBN 978-3962154936

Kiki-Holland-Reihe (mit Silke Porath unter dem Pseudonym Kim Selvig):
- Band 1: Mutterliebe, Harper Collins, 2023, ISBN 978-3-365-00268-1
- Band 2: Keiner liebt mich so wie du, Harper Collins, 2024, ISBN 978-3365006146

Rebekka-Stein-Reihe:
- Band 1: Die Vormittagsmittlerin, Weltbild Verlag, 2024, ISBN 978-3-98507-838-7

Wachmanns-Reihe (mit Silke Porath):
- Band 1: Mordsgeschäfte, Weltbild Verlag, 2023, ISBN 9783985074426

Kripo Ostfriesland
- Band 1: Mord am Strand von Spiekeroog, Klarant Verlag, 2024, ISBN 978-3-689-75079-4
- Band 2: Mord in Wittmund, Klarant Verlag, 2025, ISBN 978-3-689-75171-5
- Band 3: Mord in Ostfriesland, Klarant Verlag, 2025, ISBN 978-3-689-75248-4

### Kurzgeschichten und Novellen
- Die bessere Frucht. In: Versschwoerer-Magazin. Ausgabe 12, Februar 1999.
- Die Sanduhr. In: John Sinclair Sammler Edition. Band 136, September 2001.
- Die Kälte des Kopfes. In: Jenseits des Hauses Usher. Blitz-Verlag, 2002, ISBN 3-89840-852-3.
- Schattenspiele. In: Schwarz. Fragil-Verlag, 2003, ISBN 3-936596-03-4.
- Toris fünfter Geburtstag. In: Pandaimonion III: Für Daddy. Story Olympiade Verlag, September 2003, ISSN 1611-5872.
- Ruhe in Frieden. In: Pandaimonion IV: Im Gewächshaus. Story Olympiade Verlag, April 2004, ISSN 1611-5872.
- Audreys Baby. In: SONO-Magazin. Nr. 4, Juni 2004.
- Freundschaft. In: Zeit. Web-Site-Verlag, 2005, ISBN 3-935982-41-0.
- Das vergessene Haus in „Arkham – Ein Reiseführer“. (H.P.Lovecraft-Tribut), Basilisk-Verlag, 2006, ISBN 3-935706-24-3.
- Der grässliche Lärm der Stille. In: Seelenblut. Verlag Intrag Publishing, 2006, ISBN 1-933140-39-9.
- Der Käfig der Seelen. In: Rose Noire. Voodoo Press, 2009, ISBN 978-3-9502701-0-5.
- Der verbotene Tempel. In: Dunwich – Ein Reiseführer. Basilisik Verlag, 2010, ISBN 978-3-935706-46-9.
- Rolfs Methode. In: Advocatus Diaboli. Edition Roter Drache, 2010, ISBN 978-3-939459-22-4.
- Die Tätowierung. In: Wicked. Voodoo Press, 2011, ISBN 978-3-9502701-7-4.
- Der verfluchte Mann. In: Sherlock Holmes – Das ungelöste Rätsel. Voodoo Press, 2011, ISBN 978-3-902802-05-7.
- Metzenger. In: Odem des Todes. Voodoo Press, 2011, ISBN 978-3-902802-06-4.
- Schleichendes Gift. In: Sherlock Holmes und das Druidengrab. Fabylon Verlag, 2012, ISBN 978-3-927071-75-9.
- Pünktlichkeit und Perfektionismus. In: Heimweh eines Cyborgs. P. Machinery Verlag, 2012, ISBN 978-3-942533-15-7.
- Erinnerungen an Morgen. In: Erinnerungen an Morgen. Fabylon Verlag, 2012, ISBN 978-3-927071-69-8.
- Hawleys Gemälde in SNAKEWOMAN – und andere phantastische Geschichten. Fabylon Verlag, 2012, ISBN 978-3-927071-60-5.
- Die zweite Chance. In: Düstere Pfade. p.machinery Verlag, 2013, ISBN 978-3-942533-49-2.
- Im Auge des Fährmanns. In: Schattenmanns Blick. (= Kaffeepausengeschichten. Band 11). Textlustverlag, November 2013, ISBN 978-3-943295-86-3.
- Narkoleptische Nebenwirkung. In: Diabolos MMXIV. Luzifer Verlag, 2014, ISBN 978-3-943408-25-6.
- Waldemars Beichte. In: Die Knochenkirche. Fabylon Verlag, 2014, ISBN 978-3-927071-86-5.
- Hasenjagd. und Der Hase und der Bär. In: Animals' world. p.machinery Verlag, 2014, ISBN 978-3-95765-011-5.
- Audreys Baby. In: Fleisch 2. Eldur Verlag, Dezember 2014, ISBN 978-3-937419-18-3.
- Auge um Auge. In: Ab18! Saphir im Stahl Verlag, Juli 2015, ISBN 978-3-943948-53-0.
- Kopfgeburt In: Blutgrütze 2-Anthologie, CreateSpace Independent Publishing Platform, September 2016, ISBN 978-1-5376-2162-3.
- Sporen In: Fleisch 4-Anthologie, Eldur Verlag, Oktober 2016, ISBN 978-3-937419-23-7.
- Novelle „Die Eiche vor unserem Haus“ in „Vox Diaboli“, K&K Books, Mai 2017, ISBN 978-1-5211-8122-5.
- Der Mann mit dem geheimen Erkennungszeichen in „Die grüne Muse“-Anthologie, Fabylon Verlag, April 2018, ISBN 978-3-946773-07-8.
- Die Scharade von Marienberg (mit Felix Woitkowski unter dem Pseudonym Preschkowski) in „Dampf über Europa“-Anthologie, Arcanum Fantasy, Mai 2018, ISBN 978-3-940928-19-1.
- Im Auge des Fährmanns in „Einhornzauber“-Anthologie, Ashera Verlag, September 2018
- Hawleys Gemälde in „Winterfalke“-Anthologie, Ashera Verlag, Januar 2019
- Fatale Abkürzung in der Anthologie „Oldschool Horror 1“, Eldur Verlag, Oktober 2019, ISBN 978-3-937419-30-5.
- Novelle: „Das Bild“, in „Gespenster-Krimi 29“, Bastei Verlag, November 2019, ISBN 978-3-7325-8991-3
- Metzenger. in der Anthologie Odem des Todes (Neuauflage), Ashera Verlag, Mai 2021; ISBN 978-3-948592-39-4

### Gedichte
- Blind. In: Versschwoerer-Magazin. Ausgabe 6, September 1997.
- Leben und Einen Moment lang. In: Versschwoerer-Magazin. Ausgabe 7, November 1997.
- Jedes Jahr. In: Sächsische Zeitung. Dezember 1997.
- Spiegelbild. In: Versschwoerer-Magazin. Ausgabe 8, Februar 1998.
- Der Mond ins Nirgendwo. In: Versschwoerer-Magazin. Ausgabe 9, Mai 1998.
- Es ist genug. In: Versschwoerer-Magazin. Ausgabe 11, Dezember 1998.
- Tausend Träume. In: Versschwoerer-Magazin. Ausgabe 14, Juli 1999.
- Im Krieg. In: Gedanken im Sturm. Abendstern-Verlag, 2002, ISBN 3-936377-02-2.